# Tlalocomyia tadai
Tlalocomyia tadai är en tvåvingeart som först beskrevs av Ochoa och Takaoka 1993.  Tlalocomyia tadai ingår i släktet Tlalocomyia och familjen knott.
Artens utbredningsområde är Guatemala. Inga underarter finns listade i Catalogue of Life.